# Переславское (Калининградская область)
Пересла́вское (до 1946 — Другенен, нем. Drugehnen) — посёлок Зеленоградского района Калининградской области, административный центр Переславского сельского поселения.

## История
Основан под названием Другенен в составе Восточной Пруссии. В 1919 году население посёлка составляло 256 жителей.
В ходе Второй мировой войны Другенен был взят Красной Армией в начале 1945 года частями 17-й гвардейской стрелковой дивизии 39-й армии.
Заселение посёлка переселенцами из Ярославской и Горьковской областей началось 26 сентября 1946 года. C 1947 года был центром Переславского сельского совета. С 2005 года является центром Переславского сельского поселения.

## Население
| 1910 | 1939 | 2002  | 2010  |
| ---- | ---- | ----- | ----- |
| 180  | ↗792 | ↗1456 | ↘1388 |

## Достопримечательности
В районе посёлка в мае 1985 года был открыт большой мемориал, в котором похоронено более 5,5 тысяч советских солдат. Шестеро из них удостоены звания Героя Советского Союза.
Могила немецкого поэта Шеффнера (1736—1820).

## Экономика
В Переславске-Западный был построен и работал завод ЗАО «Балтмикст», являвшийся одним из лидеров рынка по сборке домашней электроники (телевизоров, DVD-плееров, микроволновых печей, кулеров для воды). В год предприятие выпускало более 2,5 млн единиц продукции под марками Panasonic, Philips, Sony и Sanyo. На предприятии трудилось около 2000 человек. С 2009 года прекратил свою деятельность.

### Транспорт
Железнодорожная станция на линии Калининград — Светлогорск.
Через посёлок в Калининград ходят автобусы 118, 118а, 119, 120 и 125, 125а.